# Råkvåg
Råkvåg (eller Råkvågen) är en tätort i Indre Fosens kommun i Trøndelag fylke i mellersta Norge. Orten är belägen på halvön Fosen i landskapet Trøndelag. Råkvåg ligger på den södra sidan av Nordfjorden i Stjørnfjorden.
Råkvåg hade 243 invånare den 1 januari 2009 och är omtalat i boken ”Vakrest i landet”; utgiven för ”Norges Turistråd” (NORTRA) år 1991, nuvarande ”Innovasjon Norge” - som en av Norges tjugo bäst bevarade tätorter.

## Historik
Namnet Råkvåg stammar från ordet "råk" som betyder kreaturstig. Fynd har visat att det var en bosättning i Råkvåg under vikingatiden. Gården Hals, nu Råk, var i kyrkans egendom under 1300-talet och 1400-talet. Under 1600-talet var Råk under adelsätet Austrått på Ørlandet(runt 50 km väst om Råkvåg) och blev friköpt år 1773. Namnet Råkvåg nämns för första gången runt år 1750. En annan stavningsform är: Raakvaag respektive Raakvaagen.
Råkvåg har upplevt tillväxt och tillbakagång i takt med svängningarna av förekomsten av sill. Den första glanstiden inleddes runt år 1600. Den andra halvan av 1800-talet och fram tills 1930-talet var också en rik uppgångstid. Då var bryggorna i Råkvåg en livlig mittpunkt för fiske och sjönäring. Stjørnfjorden räknades som en av landets bästa sillfjordar, och år 1914 blev en konservfabrik anlagd i Råkvåg. Den drevs under tjugo års tid. Husmödrarna i Råkvåg utgjorde en viktig del av arbetsstyrkan och utförde också saltning och sillförädling. Det var så många fiskeskutor att äldre folk ännu minns hur man kunde gå torrskodd över viken Vågen.
Råkvåg är ett klassiskt exempel på utflyttning i efterkrigstidens Norge, och på 1960-talet och fram till slutet av 1970-talet sjönk invånarantalet. Men från mitten av 1980-talet kom bygden ut ur denna dvala, och det var satsningen på kultur som skulle ge nya livsförutsättningar och skapa en ny ljus syn på livet i Råkvåg.

## Nutid
Skälet till den ökade turismen är att Råkvåg har den längsta sjöbodlängan i Norge utanför en stad. Flera av sjöbodarna byggdes under slutet av 1800-talet. Dessutom ligger Råkvåg i det som en gång var ett av landets bästa fjordar för sillfiske, nämligen Stjørnfjorden. På grund av det anordnas "Råkvåg Anno 1930" - årets största begivenheter, varje år den sista helgen i juli. Med de många båtgästerna trefaldigas antalet människor då i Råkvåg. I juli 1989 besökte även det dåvarande norska kronprinsparet Råkvåg. Sommaren i Råkvåg bjuder på många upplevelser, som till exempel fiske och vandring. På bryggorna är sillgarn och tunnor utbytta av restauranger, museum, konst, kulturutställningar - och på Vågen är det snart lika tätt med fritidsbåtar av ny och gammal årgång, där det tidigare låg fiskebåtar.

## Kända personer ifrån Råkvåg
- Rudolf Børø (1948–) - författare
- Magne Sandøy (1935–) - konstnär
- Torvald Sund (1952–) - författare
- Alf Toftner (1957–) - konstnär
- Helga Waabenø (1908–1994) - missionär